# Viermünden
Viermünden is een plaats in de Duitse gemeente Frankenberg/Eder, deelstaat Hessen, en telt 859 inwoners (2007).

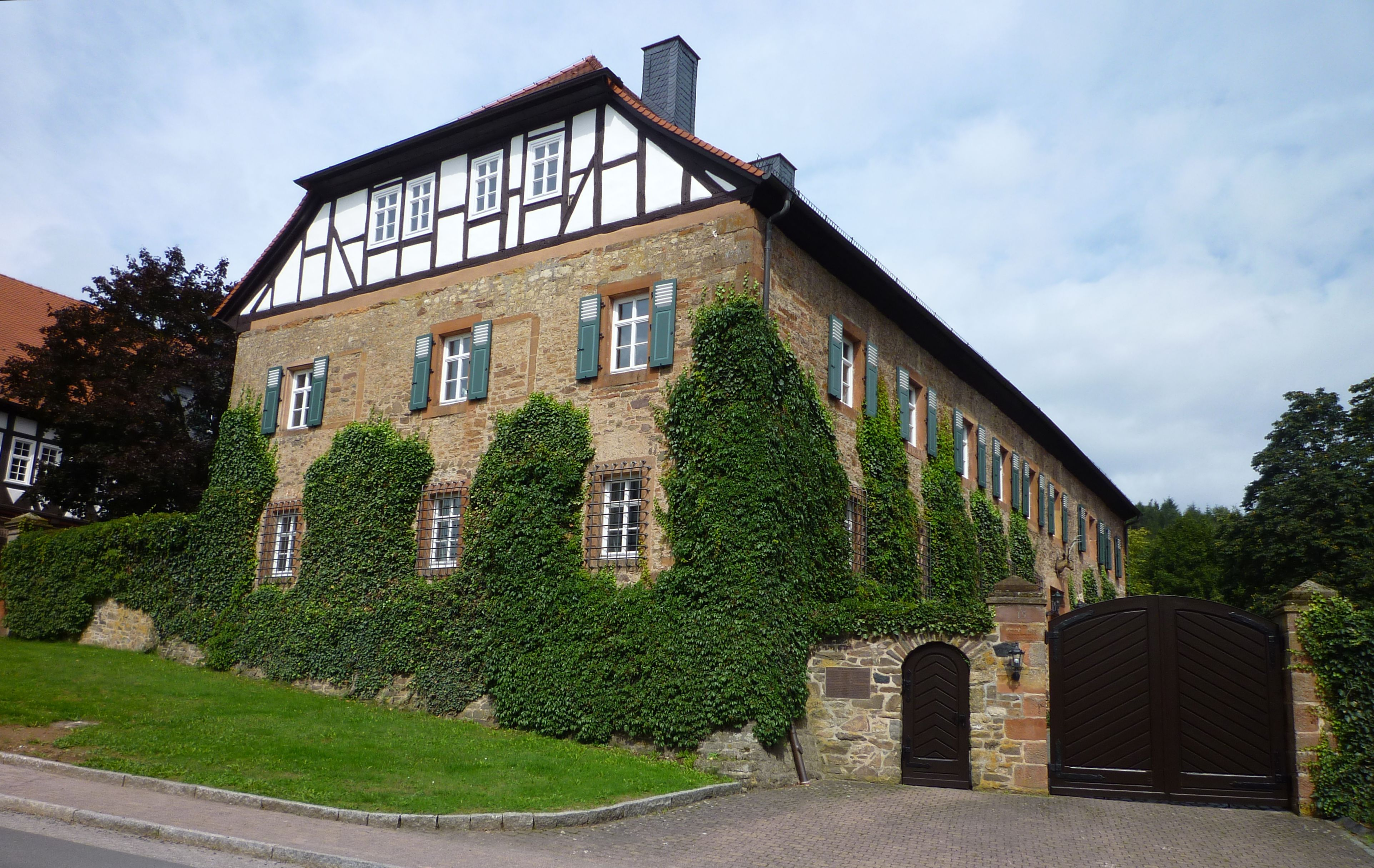